# Lekkoatletyka na Letnich Igrzyskach Olimpijskich 1984 – bieg na 400 m przez płotki kobiet
Bieg na 400 metrów przez płotki kobiet podczas XXIII Letnich Igrzysk Olimpijskich w Los Angeles rozegrano 5 (eliminacje), 6 (półfinały) i 8 sierpnia 1984 (finał) na stadionie Los Angeles Memorial Coliseum. Zwyciężczynią została reprezentantka Maroka Nawal El Moutawakel. Konkurencję tę rozegrano po raz pierwszy na igrzyskach olimpijskich.

## Rekordy

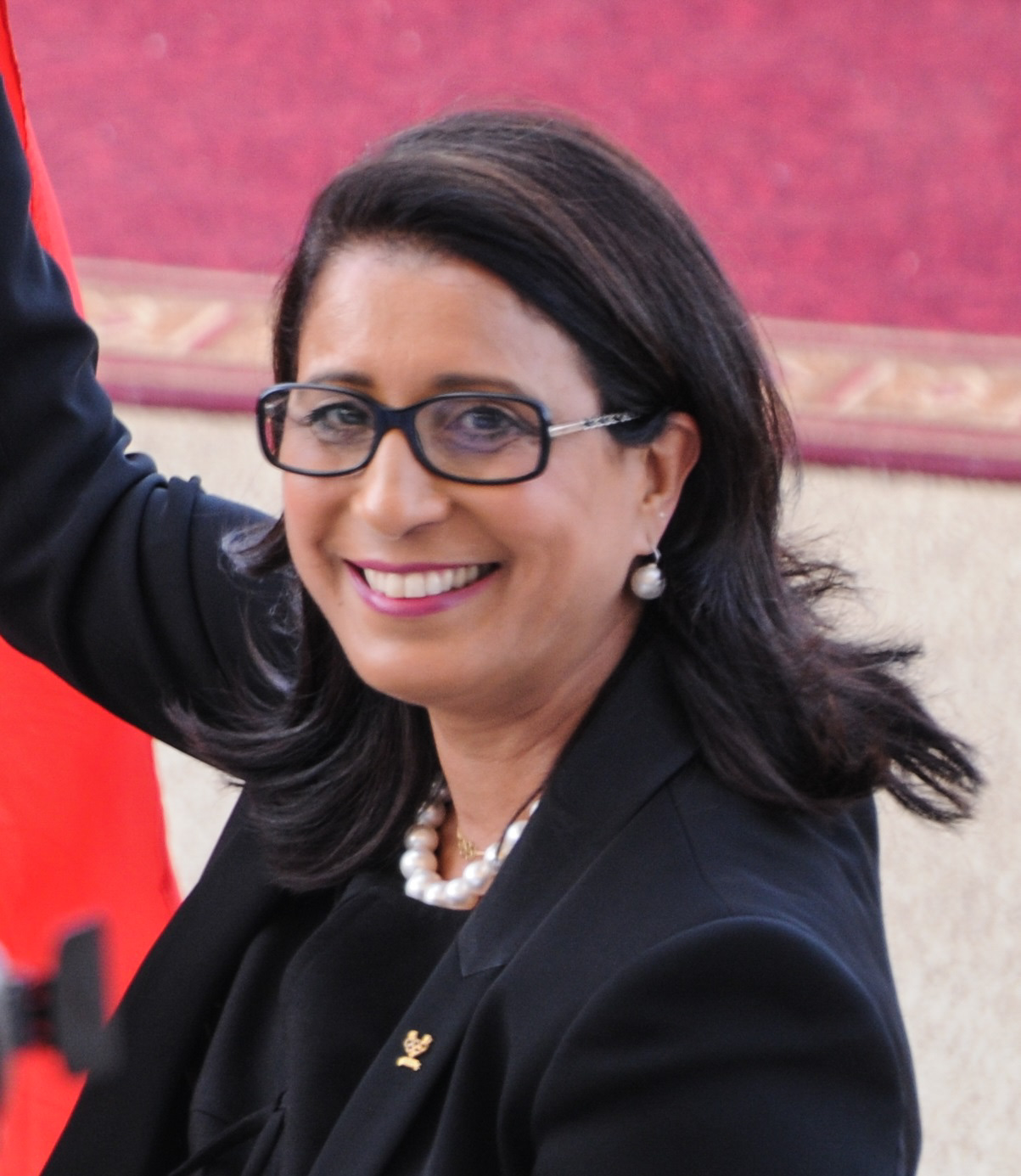
Nawal El Moutawakel

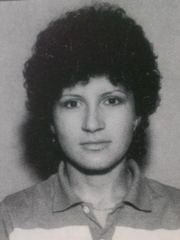
Cristieana Cojocaru

|               | Zawodniczka           | Narodowość | Czas  | Data                 | Miejsce |
| ------------- | --------------------- | ---------- | ----- | -------------------- | ------- |
| Rekord świata | Margarita Ponomariowa | ZSRR       | 53,58 | 22 czerwca 1984(dts) | Kijów   |

## Wyniki
| Poz. - pozycja |
| – rekord świata \| – rekord krajowy \| – rekord życiowy \| = – wyrównany rekord życiowy \| · – najlepszy wynik w sezonie \| = – wyrównany najlepszy wynik w sezonie \| – rekord olimpijski |
| Fn – falstart \| DNF – nie ukończyła \| DNS – nie wystartowała \| DSQ – zdyskwalifikowana                                                                                                  |

### Eliminacje
Rozegrano cztery biegi eliminacyjne. Do półfinałów awansowały po cztery najlepsze zawodniczki z każdego biegu (Q).

#### Bieg 1
| Poz. | Zawodniczka     | Narodowość        | Rezultat | Uwagi |
| ---- | --------------- | ----------------- | -------- | ----- |
| 1    | Judi Brown      | Stany Zjednoczone | 55,97    | Q,    |
| 2    | P. T. Usha      | Indie             | 56,81    | Q     |
| 3    | Debbie Flintoff | Australia         | 57,20    | Q     |
| 4    | Tuija Helander  | Finlandia         | 57,22    | Q     |
| 5    | Lai Lee-chiao   | Chińskie Tajpej   | 58,54    |       |
| 6    | Alma Vázquez    | Meksyk            | 1:00,86  |       |

#### Bieg 2
| Poz. | Zawodniczka          | Narodowość        | Rezultat | Uwagi |
| ---- | -------------------- | ----------------- | -------- | ----- |
| 1    | Nawal El Moutawakel  | Maroko            | 56,49    | Q     |
| 2    | Sharrieffa Barksdale | Stany Zjednoczone | 56,89    | Q     |
| 3    | Sandra Farmer        | Jamajka           | 57,06    | Q     |
| 4    | Gladys Taylor        | Wielka Brytania   | 57,64    | Q     |
| 5    | Lyn Grime            | Nowa Zelandia     | 58,02    |       |
| 6    | Dana Wright          | Kanada            | 58,18    |       |

#### Bieg 3
| Poz. | Zawodniczka          | Narodowość        | Rezultat | Uwagi |
| ---- | -------------------- | ----------------- | -------- | ----- |
| 1    | Olga Commandeur      | Holandia          | 56,67    | Q     |
| 2    | Cristieana Cojocaru  | Rumunia           | 56,94    | Q     |
| 3    | Ruth Kyalisima       | Uganda            | 57,38    | Q     |
| 4    | Giuseppina Cirulli   | Włochy            | 57,49    | Q     |
| 5    | Overill Dwyer-Brown  | Jamajka           | 58,42    |       |
| 6    | Angela Wright-Scott  | Stany Zjednoczone | 59,77    |       |
| 7    | Agrippina de la Cruz | Filipiny          | 1:02,80  |       |

#### Bieg 4
| Poz. | Zawodniczka         | Narodowość      | Rezultat | Uwagi |
| ---- | ------------------- | --------------- | -------- | ----- |
| 1    | Ann-Louise Skoglund | Szwecja         | 55,75    | Q,    |
| 2    | Maria Usifo         | Nigeria         | 57,78    | Q     |
| 3    | Susan Morley        | Wielka Brytania | 58,71    | Q     |
| 4    | Andrea Page         | Kanada          | 59,09    | Q     |
| 5    | M. D. Valsamma      | Indie           | 1:00,03  |       |
| 6    | Cheryl Blackman     | Barbados        | 1:01,19  |       |
| 7    | Mary Parr           | Irlandia        | 1:01,66  |       |

### Półfinały
Rozegrano dwa biegi półfinałowe. Do finału awansowały po cztery najlepsze zawodniczki z każdego biegu.

#### Bieg 1
| Poz. | Zawodniczka          | Narodowość        | Rezultat | Uwagi |
| ---- | -------------------- | ----------------- | -------- | ----- |
| 1    | Ann-Louise Skoglund  | Szwecja           | 55,17    | Q,    |
| 2    | Cristieana Cojocaru  | Rumunia           | 55,24    | Q,    |
| 3    | Nawal El Moutawakel  | Maroko            | 55,65    | Q     |
| 4    | Sandra Farmer        | Jamajka           | 56,05    | Q,    |
| 5    | Sharrieffa Barksdale | Stany Zjednoczone | 56,19    |       |
| 6    | Giuseppina Cirulli   | Włochy            | 56,45    | [ 2 ] |
| 7    | Susan Morley         | Wielka Brytania   | 56,67    |       |
| 8    | Andrea Page          | Kanada            | 57,89    |       |

#### Bieg 2
| Poz. | Zawodniczka     | Narodowość        | Rezultat | Uwagi |
| ---- | --------------- | ----------------- | -------- | ----- |
| 1    | P. T. Usha      | Indie             | 55,54    | Q     |
| 2    | Judi Brown      | Stany Zjednoczone | 55,57    | Q     |
| 3    | Debbie Flintoff | Australia         | 56,24    | Q     |
| 4    | Tuija Helander  | Finlandia         | 56,69    | Q,    |
| 5    | Gladys Taylor   | Wielka Brytania   | 56,72    |       |
| 6    | Olga Commandeur | Holandia          | 57,01    |       |
| 7    | Ruth Kyalisima  | Uganda            | 57,02    |       |
| 8    | Maria Usifo     | Nigeria           | 58,55    |       |

### Finał
| Poz. | Zawodniczka         | Narodowość        | Rezultat | Uwagi |
| ---- | ------------------- | ----------------- | -------- | ----- |
| 1    | Nawal El Moutawakel | Maroko            | 54,61    | [ 4 ] |
| 2    | Judi Brown          | Stany Zjednoczone | 55,20    |       |
| 3    | Cristieana Cojocaru | Rumunia           | 55,41    |       |
| 4.   | P. T. Usha          | Indie             | 55,42    |       |
| 5    | Ann-Louise Skoglund | Szwecja           | 55,43    |       |
| 6    | Debbie Flintoff     | Australia         | 56,21    |       |
| 7    | Tuija Helander      | Finlandia         | 56,55    | [ 3 ] |
| 8    | Sandra Farmer       | Jamajka           | 57,15    |       |